# Giro de Lombardía 1971
El Giro de Lombardía 1971, la 65.ª edición de esta clásica ciclista, se disputó el 9 de octubre de 1971, con un recorrido de 266 km entre Milán y Como. El vencedor final fue el belga Eddy Merckx, que se impuso en solitario por delante del italiano Franco Bitossi y el belga Frans Verbeeck, que fueron segundo y tercero respectivamente. 

## Clasificación final
| Posición | Ciclista           | Equipo              | Tiempo     |
| -------- | ------------------ | ------------------- | ---------- |
| 1        | Eddy Merckx        | Molteni-Arcore      | 6h 47' 54" |
| 2        | Franco Bitossi     | Filotex             | + 3' 31"   |
| 3        | Frans Verbeeck     | Watney-Avia         | + 3' 33"   |
| 4        | Antoine Houbrechts | Salvarani           | m. t.      |
| 5        | Georges Pintens    | Hertekamp-Magniflex | m. t.      |
| 6        | Enrico Maggioni    | Cosatto             | m. t.      |
| 7        | Italo Zilioli      | Ferretti            | + 3' 47"   |
| 8        | Roger De Vlaeminck | Flandria-Mars       | + 3' 49"   |
| 9        | Felice Gimondi     | Salvarani           | m. t.      |
| 10       | Giancarlo Polidori | Scic                | m. t.      |